# Muž s červenou botou
Muž s červenou botou (v anglickém originále The Man with One Red Shoe) je americká filmová komedie z roku 1985. Režisérem filmu je Stan Dragoti. Hlavní role ve filmu ztvárnili Tom Hanks, James Belushi, Dabney Coleman, Lori Singer a Charles Durning.

## Děj
Děj filmu se točí kolem intrik ve vedení CIA. Zástupce ředitele CIA Burton Cooper touží po pozici ředitele a zosnuje plán, jak odstranit současného ředitele Rosse. Cooper zinscenuje obvinění agenta CIA z pašování drog v Maroku, doufaje, že vzniklý skandál povede k Rossově rezignaci. Ross však o Cooperových záměrech ví. Když je předvolán před zvláštní senátní výbor kvůli zatčení agenta, požádá o 48 hodin na přípravu odpovědí. Ross poté vymyslí lstivý plán, jak Coopera nachytat. Vědom si toho, že je jeho dům odposloucháván, záměrně "uniklé" informaci o muži, který má přiletět na letiště a očistit ho od skandálu. Pověří svého asistenta Browna, aby tohoto muže vyzvedl.
Cooper, dychtivý zjistit, kdo je ten záhadný muž, pošle své agenty sledovat Browna. Ten má však instrukce vybrat na letišti náhodného člověka z davu. Brown si všimne muže sestupujícího po eskalátoru v nesourodých botách – jedné společenské a jedné červené tenisce. Tímto mužem je koncertní houslista Richard Drew, jehož kamarád Morris mu schoval jednu botu z každého páru jako žertík před letem. Cooper se chytí do pasti a začne Richarda sledovat. Richard je však zcela nevědomý zpravodajských operací, které se kolem něj točí, a řeší své vlastní osobní problémy. Měl aférku s Morrisovou ženou Paulou, flétnistkou, která hraje ve stejném symfonickém orchestru jako oni dva. 
Cooperovi agenti začnou Richarda intenzivně sledovat. Prohledají a odposlouchají jeho byt, a dokonce se pokusí získat informace při Richardově návštěvě zubaře v domnění, že má v zubu ukrytý mikrofilm. Zjistí, že Richard hodně cestoval po světě, včetně několika komunistických zemí. Cooper se domnívá, že by to mohl být perfektní krytí pro špiona, a začne pátrat hlouběji. Brzy Cooperovi lidé pojmou podezření, že Richardovy partitury jsou ve skutečnosti kód, a použijí počítače ministerstva obrany k jejich rozluštění. Cooper pošle svou agentku Maddy, aby Richarda svedla a zjistila, co ví. Zatímco Richard hraje Maddy na housle skladbu, kterou pro ni složil, Maddy se do něj skutečně zamiluje.
Mezitím Morris zahlédne některé operace Cooperových agentů, což ho vede k obavám o své duševní zdraví. Ross celou situaci jen zpovzdálí pozoruje. Brown má výčitky svědomí kvůli nevinnému muži, kterého náhodně vybral, ale Ross se zajímá jen o svou kariéru. Když jeden pokus za druhým nepřinese žádné použitelné informace, Cooper nařídí Richarda zabít a nakonec se o to pokusí sám. Richard zůstává zcela nevědomý spiknutí až do chvíle, kdy Maddy zasáhne, aby ho před Cooperem zachránila. Nakonec Maddy svědčí před Senátem o celém komplotu. Cooper je zatčen, Ross je degradován a Brown se stává novým ředitelem CIA. Morris je umístěn do psychiatrické léčebny a Paula se vzdá své romantické touhy po Richardovi, když se rozhodne, že její manžel ji potřebuje. Maddy souhlasí se svědectvím proti Cooperovi výměnou za svou svobodu, po čemž se znovu shledá s Richardem.

## Obsazení
| Tom Hanks          | Richard  |
| James Belushi      | Morris   |
| Dabney Coleman     | Cooper   |
| Lori Singer        | Maddy    |
| Charles Durning    | Ross     |
| Carrie Fisher      | Paula    |
| Edward Herrmann    | Brown    |
| David Ogden Stiers | dirigent |